# Nová Ves nad Lužnicí
Nová Ves nad Lužnicí (deutsch Erdweis) ist eine Gemeinde in Tschechien. Sie befindet sich sechs Kilometer nordwestlich von České Velenice und gehört zum Okres Jindřichův Hradec.

## Geographie
Das Dorf befindet sich linksseitig des Mäanderlaufes der Lainsitz an der Staatsstraße 103. Nachbarorte sind Dvory nad Lužnicí und Halámky im Norden, Neu-Nagelberg im Nordosten, Krabonoš im Osten, Breitensee im Südosten, České Velenice im Süden, Vyšné im Südwesten, Žofina Huť im Westen sowie Trpnouze, Hranice und Dolejší Chalupy im Nordwesten. Nordöstlich des Dorfes befindet sich ein ausgedehnter Baggersee.

## Geschichte
Seit dem 14. Jahrhundert erfolgte die Besiedlung des Weitraer Gebietes. Eine der dabei entstandenen Ortschaften war das seit 1499 im Weitraer Urbar nachweisbare Dorf Erdweis.
Seit 1784 war Erdweis nach Zuggers gepfarrt. Im Ende des 19. Jahrhunderts entstand eine Glasfabrik, die heute unter Skloform a.s. firmiert.
Nach dem Ersten Weltkrieg gehörte die niederösterreichische Gemeinde im Amtsbezirk Schrems zu dem Teil des Weitraer Gebiets, der im Vertrag von Saint-Germain 1920 der Tschechoslowakei zugesprochen wurde.
1930 lebten in Erdweis mit Sophienwald und Waldhäuser 887 Menschen, 1939 waren es 701. Nach dem Münchner Abkommen wurde der Ort von 1939 bis 1945 dem deutschen Landkreis Gmünd zugewiesen. Nach dem Ende des Zweiten Weltkrieges kam er zur Tschechoslowakei zurück und wurde nach der Vertreibung der deutschen Bewohner stark entsiedelt. Mit dem Bau des Eisernen Vorhangs lag die Gemeinde im Grenzgebiet. 1981 erfolgte die Eingemeindung nach České Velenice, seit 1990 bildet Nová Ves nad Lužnicí wieder eine selbstständige Gemeinde.
Neben Skloform ist im Ort mit der Fa. Lasselsberger ein weiteres Unternehmen ansässig. Nördlich von Krabonoš werden seit den 1970er Jahren Feldspat und Kiessande im Tagebau gefördert und zu Mörtel verarbeitet.

## Ortsgliederung
Die Gemeinde Nová Ves nad Lužnicí besteht aus den Ortsteilen Nová Ves nad Lužnicí (Erdweis) und Žofina Huť (Sophienwald). Zu Nová Ves nad Lužnicí gehören außerdem die Ansiedlungen Achát (Achat), Krabonoš (Zuggers), Lesní Chalupy (Waldhäuser) und Záblatí (Mooshäuser) sowie die Wüstung Rybné (Fischbachhäuser). Grundsiedlungseinheiten sind Krabonoš, Lesní Chalupy, Nová Ves nad Lužnicí, Záblatí und Žofina Huť.
Das Gemeindegebiet gliedert sich in die Katastralbezirke Krabonoš und Nová Ves nad Lužnicí.